# Ernest Pyle
Pour les articles homonymes, voir Pyle.
Ernest Ernie Taylor Pyle (1900-1945) est un journaliste et écrivain américain né à Dana (Indiana) le 3 août 1900. Il travaille pour la chaine Scripps-Howard à partir de 1935. Il est connu pour ses reportages au cœur de l'Amérique populaire, et surtout en tant que correspondant militaire pendant la Seconde Guerre mondiale. Il remporte le prix Pulitzer en 1944, juste avant sa mort sur l'île d'Okinawa au Japon, aux côtés de l'armée américaine.

## Biographie
Pyle étudie le journalisme à l'université de l'Indiana, mais quitte ses études pour devenir reporter pour un journal local avant de déménager à Washington. Après avoir travaillé comme reporter et comme écrivain spécialisé en aviation, il devient directeur éditorialiste du Washington Daily News.
En 1932 il commence à écrire des articles de voyages à l'échelle nationale, pour le groupe Scripps-Howard ; ils paraissent dans plus de 200 journaux. Il sillonne les États-Unis à bord de sa voiture et capte ainsi le cœur de l'Amérique, écrivant sur des endroits inusités et la vie de gens « ordinaires » qu'il rencontre.
Quand la Seconde Guerre mondiale éclate, il devient correspondant militaire et part aux côtés de l'armée américaine, la suit dans ses conquêtes et ses défaites. Il couvre les événements en Afrique du Nord, en Italie, Angleterre, France (débarquement de Normandie, libération de Paris), puis il part pour le front du Pacifique, où il meurt des tirs de balles japonaises sur l'île d'Ie-jima le 18 avril 1945.

## Œuvre
Considéré comme le plus grand des correspondants de guerre, vu non seulement comme un journaliste mais comme un véritable écrivain, il imprime ses récits avec son style simple et direct, son regard unique sur les évènements donne au monde un côté plus humain aux horreurs de la guerre. Proche des gens, il décrit la guerre des soldats, loin des mouvements de troupes et des généraux, il parle de la bravoure, du courage, de la chance et l'ironie du sort, des grands actes d'héroïsme de ces « petites gens », qui ont rempli leur rôle du mieux qu'ils pouvaient, quel que soit leur camp.
- Ernie Pyle In England (1941)
- Here Is Your War : Story of G.I. Joe (1943) ; trad. fr. G.I. Joe, Les Belles Lettres, coll. Le Goût de l'Histoire, Paris, 568 p., 2024  (ISBN 978-2251455631)
- Brave Men (1944)
- Last Chapter (1949)